# Peter David

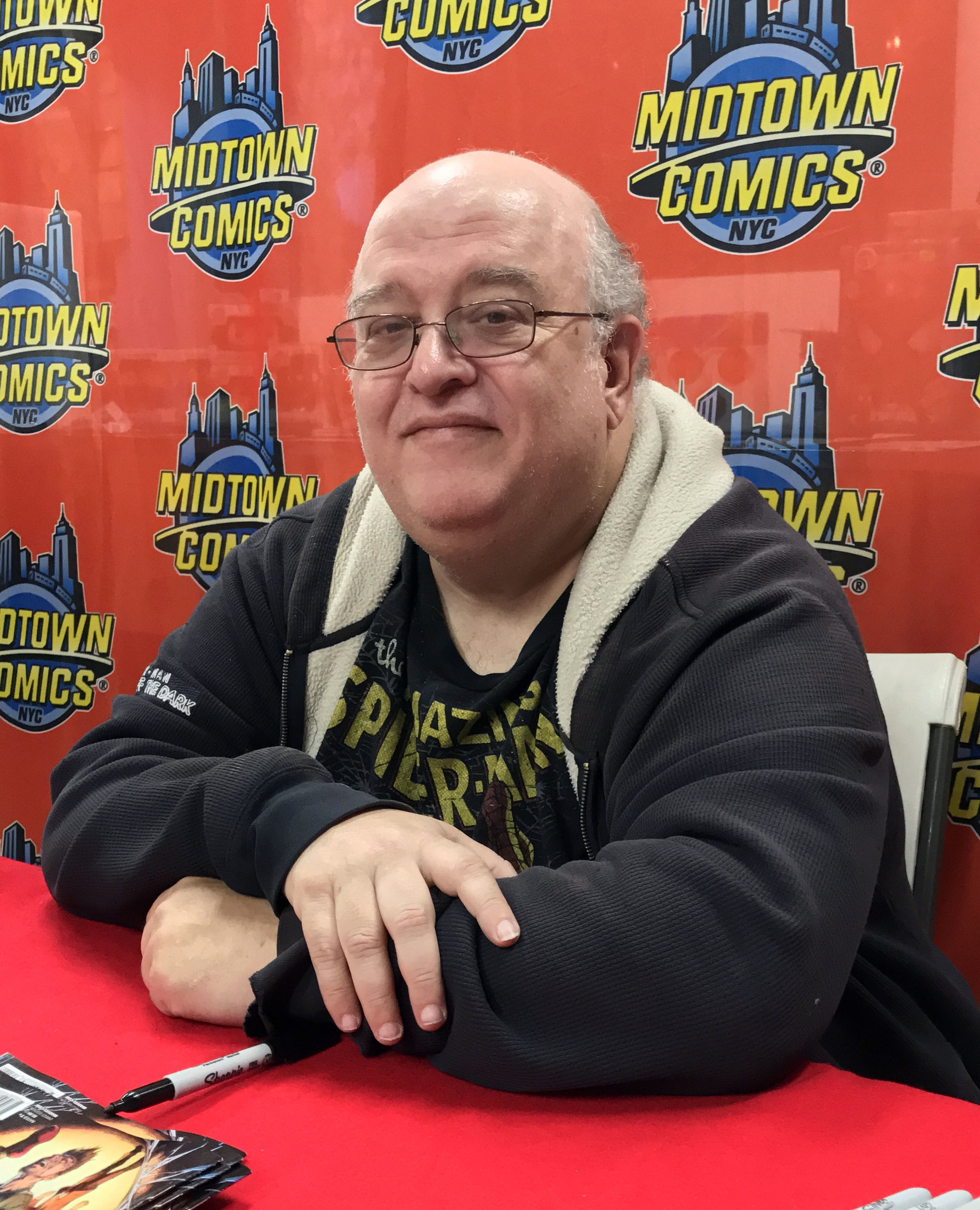
Peter David (2017)

Peter Allen David (* 23. September 1956 in Fort Meade, Maryland; † 24. Mai 2025) war ein US-amerikanischer Roman- und Comicautor sowie gelegentlicher Drehbuchautor.

## Leben
David tat sich vor allem als Comicautor hervor. So wirkte er für den Verlag Marvel Comics als Autor an Serien wie Hulk, Captain Marvel, Spider-Man, Wolverine und X-Factor mit, während er für Marvels Konkurrenten DC Comics Geschichten für Serien wie Supergirl, The Atlantis Chronicles, Young Justice und Aquaman verfasste.
Darüber hinaus verfasste er vor allem auf Computerspielen oder Kinofilmen basierende Romane. Auch schrieb er mehr als ein Dutzend Star-Trek-Romane. Besonders nennenswert ist in diesem Zusammenhang die von David geschaffene Buchreihe Star Trek: New Frontier, die ein spezifisches Szenario innerhalb des Franchise-Universums entwirft und weiterverfolgt.
Ab 1993 trat er gelegentlich auch als Drehbuchautor in Erscheinung. In dieser Funktion war er an einigen Produktionen von Charles Band beteiligt, außerdem wirkte er an verschiedenen Fernsehserien mit. So schrieb er zwei Folgen der Fernsehserie Babylon 5.
Ende Dezember 2012 erlitt David einen Schlaganfall. Er starb im Alter von 68 Jahren infolge einer langwierigen Erkrankung.

## Werke
- Star Trek: The Next Generation – Imzadi
- Star Trek The Next Generation – Heldentod
- Star Trek: The Next Generation – Imzadi 2
- Star Trek: The Next Generation – Imzadi Forever
- Star Trek: The Next Generation – Q²
- Star Trek: The Next Generation – Eine Lektion in Liebe
- Star Trek: The Next Generation – Vendetta
- Star Trek: Classic – Die Enterbten
- Star Trek: Classic – Der Riss im Kontinuum
- Star Trek: New Frontier (Deutsch auch: Star Trek: Die neue Grenze)
- Herr Apropos von Nichten
- Star Trek – TNG: Doppelhelix – 5: Doppelt oder Nichts
- Batman Forever (Filmadaption) ISBN 978-0-4466-0217-4.
- Spider-Man (Filmadaption) ISBN 978-3-4538-6112-1.
- Spider-Man 2 (Filmadaption) ISBN 978-3-4538-7730-6.
- Spider-Man 3 (Filmadaption) ISBN 978-3-8332-1566-7.
- Fantastic Four (Filmadaption) ISBN 978-1-4165-0980-6.
- Hulk (Filmadaption) ISBN 978-3-4538-6834-2.
- Battlestar Galactica – Sagittarius is Bleeding ISBN 978-0-7653-1607-3.
- Iron Man (Filmadaption) ISBN 978-0-3455-0609-2.
- Halo – Höllenspringer (Comic)
- Fable – Der Orden der Balverine
- Transformers 3 (Filmadaption) ISBN 978-0-3455-2915-2.
- Battleship (Filmadaption) ISBN 978-0-3455-3537-5.
- A Perfect Beast-After Earth (gemeinsam mit Michael Jan Friedman & Robert Greenberger), Prequel zum Film After Earth ISBN 978-0-3455-4054-6.
- After Earth (Filmadaption) ISBN 978-0-3455-4320-2.
- Halo – Jäger in der Dunkelheit ISBN 978-3-8332-3261-9.
- Pyramid Schemes: A Tale of Sir Apropos of Nothing ISBN 978-0-9836-8777-1.

## Filmografie (Auswahl)
- 1994: Trancers 4 (Trancers 4: Jack of Swords)
- 1994: Alien Desperados (Oblivion)
- 1994: Trancers 5 (Trancers 5: Sudden Deth)
- 1994–1995: Babylon 5 (Fernsehserie, zwei Folgen)
- 1995: Badlands (Oblivion 2: Backlash)
- 1996–1997: Space Cases (Fernsehserie)